# Донен, Стэнли
Стэнли Донен (англ. Stanley Donen, 13 апреля 1924 — 21 февраля 2019) — американский кинорежиссёр, продюсер и хореограф, получивший на родине титул «короля голливудских мюзиклов».

## Биография
Стэнли Донен родился в городе Колумбия (Южной Каролине) в еврейской семье. Посещал Университет Южной Каролины, а затем при поддержке матери отправился в Нью-Йорк, где в 16-летнем возрасте дебютировал как танцор в знаменитом мюзикле Роджерса и Харта «Пол Джоуи», в котором играл начинающий актёр Джин Келли.
Кинокарьера Донена стартовала на студии Metro-Goldwyn-Mayer в качестве хореографа и танцора в музыкальном фильме «Лучший форвард» с Люсиль Болл. В 1944 году он выступил хореографом Джина Келли в знаменитой картине кинокомпании «Columbia Pictures» «Девушка с обложки» с Ритой Хейворт в главной роли.
Первой режиссёрской работой Стэнли Донена стала совместная экранизация с Джином Келли мюзикла Бетти Комден и Адольфа Грена «Увольнение в город» в 1949 году, некоторые песни для которого написал Леонард Бернстайн. Его следующим проектом стал мюзикл 1951 года «Королевская свадьба», со знаменитой сценой танца Фреда Астера на потолке. В 1952 году Доненом был закончен новый проект, «Поющие под дождём», где главную роль вновь исполнил Келли. Этот киномюзикл получил несколько премий и номинаций на многие престижные кинопремий, включая «Оскар» и «Золотой глобус», и в настоящее время считается одним из лучших голливудских мюзиклов.
В 1950-х годах на экраны вышел ещё ряд успешных мюзиклов Донена, включая «Семь невест для семерых братьев» (1954), «Всегда хорошая погода» (1955), «Забавная мордашка» (1957), «Пижамная игра» (1957) и «Чёртовы янки» (1958). С последнего началось многолетнее сотрудничество Донена с графическим дизайнером Морисом Байндером.
С кончиной эры голливудских мюзиклов карьера Стэнли Донена пошла на спад, хотя в дальнейшем он снял ещё ряд популярных комедий и драм, среди которых «Шарада» (1963), «Арабеска» (1966), «Двое на дороге» (1967) и «Ослеплённый желаниями» (1967). В 1980 году он выступил режиссёром фантастического триллера «Сатурн-3», после того как Джон Барри был снят с этой должности. Его последней работой стал телевизионный фильм «Любовные письма», вышедший на экраны в 1999 году.
За годы своей карьера Стэнли Донен пять раз номинировался на премию Американской гильдии кинорежиссёров за лучшую режиссуру — Художественный фильм, но ни разу за свои фильмы не получил даже номинации на премию «Оскар». В 1998 году на 70-й церемонии премии Американской киноакадемии Стэнли Донену была вручена почётная статуэтка «Оскара» за его вклад в развитие американского кино.
Стэнли Донен умер 21 февраля 2019 года в Нью-Йорке на 95 году жизни. Причиной смерти называется сердечный приступ.

## Фильмография
- 1949 — Увольнение в город
- 1951 — Королевская свадьба
- 1952 — Любовь лучше, чем когда-либо
- 1952 — Поющие под дождем
- 1952 — Бесстрашный Фаган
- 1953 — Оставь девушку в покое
- 1954 — Семь невест для семерых братьев
- 1954 — Глубоко в моём сердце
- 1955 — Всегда хорошая погода
- 1957 — Забавная мордашка
- 1957 — Пижамная игра
- 1957 — Поцелуй их за меня
- 1958 — Милый сэр
- 1958 — Чёртовы янки
- 1960 — Еще раз, с чувством
- 1960 — Пакет с сюрпризом
- 1960 — Трава зеленее
- 1963 — Шарада
- 1966 — Арабеска
- 1967 — Двое на дороге
- 1967 — Ослеплённый желаниями
- 1969 — Лестница
- 1974 — Маленький принц
- 1975 — Лодка «Счастливая леди»
- 1978 — Кино, кино
- 1980 — Сатурн-3
- 1984 — Во всём виноват Рио
- 1999 — Любовные письма